# Krajnčica
Krajnčica je naselje v Občini Šentjur.